# Togane
Tōgane (東金市 Tōgane-shi) é uma cidade japonesa localizada na província de Chiba.
Em 2003 a cidade tinha uma população estimada em 61 318 habitantes e uma densidade populacional de 686,34 h/km². Tem uma área total de 89,34 km².
Recebeu o estatuto de cidade a 1 de Abril de 1954.
Togane é a sede da Escola de Kurenai Kai de bordados onde se produzem artigos como quimonos e obis (cintos que se usam sobre os quimonos) no estilo japonês tradicional.